# Salamandrininae
Salamandrinae is een onderfamilie van salamanders uit de familie echte salamanders (Salamandridae). De groep werd voor het eerst wetenschappelijk beschreven door Leopold Fitzinger in 1843.
De onderfamilie is monotypisch en wordt vertegenwoordigd door één geslacht bestaande uit twee soorten. Beide soorten komen endemisch voor in Italië.

## Taxonomie
Onderfamilie Salamandrininae
- Geslacht Brilsalamanders (Salamandrina)